# 連山区
連山区（れんざん-く）は中華人民共和国遼寧省葫芦島市に位置する市轄区。
かつての錦西県城であり、近代に入って工業都市となった。錦州市管轄下の錦西市であったが、1989年、錦西市の地級市昇格にともない連山区となった。1994年には錦西市は葫芦島市に改名している。

## 行政区画
9街道弁事処、3鎮、6郷、1開発区を管轄する。
- 街道弁事所：連山街道、站前街道、渤海街道、興工街道、石油街道、化工街道、化機街道、水泥街道、錦郊街道
- 鎮：鋼屯鎮、寺児堡鎮、新台門鎮
- 郷：沙河営郷、孤竹営子郷、白馬石郷、山神廟子郷、塔山郷、楊郊郷
- 楊家杖子経済技術開発区

## 交通

### 鉄道
- 中国国家鉄路集団
  - 京哈線
    - 葫芦島北駅

  - 瀋山線
    - 葫芦島駅

  - 魏塔線（中国語版）

### 道路
- 高速道路
  -  京哈高速道路
- 国道
  -  G102国道
  -  G228国道

## 出身者
- 李翰祥 - 映画監督